# フィリップ・ル・シャンスリエ
フィリップ・ル・シャンスリエ（フランス語: Philippe le Chancelier, 1165年頃 - 1236年）は13世紀初頭のパリ大学の学長で、哲学者、詩人。
フィリップはピカルディー地方のノワイヨンの副司祭を務めた。この地はかつてシャルルマーニュが768年にフランク王国の国王として、また987年にユーグ・カペーがフランス王国の国王として戴冠式を行った由緒ある地である。その後1217年頃から、パリのノートルダム大聖堂の尚書局（文書管理局）の長として就任した。シャンスリエとはこの役職の事を指す。この職はまたパリ大学の学長も兼ねていた。
ノートルダム大聖堂の付属学校に起源を持ち、1215年頃にローマ教皇インノケンティウス3世の許可を受けて大学として発足したパリ大学は、ノートルダム大聖堂つまりパリ司教の管轄下にあって、フィリップが就任した頃は自治権の拡大を要求する教師や学生達と、それを拒むノートルダム側との対立が生じていた。当初フィリップはノートルダム側に立って自治権を要求する者達の大半を破門したらしい。これに対して当時のローマ教皇ホノリウス3世から回復命令が彼に出されたが、解決には長い年月がかかった。さらに1229年からパリ大学は市民と学生の間に生じた揉め事を発端としてストライキに入る。フィリップは今度はパリ大学の教師や学生達とそれを後押しするローマ教皇側に立って、影響力を残そうとするパリ司教や宮廷と対峙した。結局1231年にローマ教皇グレゴリウス9世が教書を出して止めさせるまでストライキが続いた。この間にフィリップはローマへこの収拾を図るために旅行した際、アリストテレスの著書の新訳を行っている。
「ジョングルール達の集まりに出かけて歌い、ヴィエラを演奏した。」と同世代の詩人が書き残している程に音楽好きであったらしい。
58曲の単声コンドゥクトゥス、9曲の多声コンドゥクトゥスがフィリップのものとされているが、曲は全て既存の旋律を利用したコントラファクトゥム（替え歌）であり、作曲はしなかったようである。ノートルダム楽派のペロティヌスを良く知っていたと思われ、ミサのオッフェルトリウムもしくはコンムニオの代替曲と思われる"Beata viscera"など幾つかの二人の共作と思われる作品が残されている。さらにフィリップの作品と思われるラテン詩の多くがカルミナ・ブラーナ等に残されている。

## 資料
- 『十二世紀ルネサンス』C.H.ハスキンズ著、別宮、朝倉訳、1997 みすず書房、ISBN 4622049171
- "Medieval France an Encyclopedia"、1995 Garland Publishing、ISBN 0824044444
- CD : "Philippe le Chancelier" 演奏：Sequentia、1986、BMG RD-77035